# Orby
Orby är en ort och civil parish i Storbritannien.   Den ligger i grevskapet Lincolnshire och riksdelen England, i den sydöstra delen av landet, 190 km norr om huvudstaden London. Orby ligger 5 meter över havet och antalet invånare är 370.
Terrängen runt Orby är platt. Runt Orby är det ganska tätbefolkat, med 75 invånare per kvadratkilometer. Närmaste större samhälle är Skegness, 8,1 km sydost om Orby. Trakten runt Orby består till största delen av jordbruksmark.